# Ausbruch (Untertagebau)
Ausbruch ist das Lösen, Laden und Fördern von Boden und Fels beim Untertagebau.
Man unterscheidet zwischen Vollausbruch oder Vollschnitt (über gesamte Querschnittsfläche) und Teilausbruch oder Teilschnitt. Beim Vortrieb mit Teilausbrüchen gibt es wiederum unterschiedliche Bauweisen mit verschiedener Querschnittsaufteilung und Abfolge der Teilvortriebe.